# 学校法人聖心学園
学校法人聖心学園（がっこうほうじんせいしんがくえん）は、日本の私立の学校法人。
奈良県橿原市久米町に、以下の教育施設を有する。大和三山の一つ畝傍山の南裾に全ての教育施設をまとめたキャンパスを有している。
カトリックの聖心会や聖心女子大学等を運営する学校法人聖心女子学院とは、一切関係ない。

## 運営する教育施設
- 奈良芸術短期大学
- 橿原学院高等学校
- 聖心学園中等教育学校
- 聖心幼稚園

## 所在地・連絡先
奈良県橿原市久米町222番地